# Elfriede Dierlamm
Elfriede Dierlamm (geborene Richter; * 2. Mai 1903 in Schmiedeberg (Erzgebirge); † 31. Mai 1988) war eine Parteifunktionärin der Liberal-Demokratischen Partei Deutschlands (LDPD) in der DDR. Von 1946 bis zu ihrer Flucht in die Bundesrepublik Deutschland im April 1950 gehörte sie als gewählte Abgeordnete dem Sächsischen Landtag an.

## Leben
Dierlamm wurde als Tochter eines Arztes in Schmiedeberg, damals zu Österreich-Ungarn gehörig, geboren. Nach dem Besuch der Volksschule in Frankenburg in Oberösterreich erwarb sie am Lyzeum in Linz die Matura und setzte ihre Ausbildung an einer Handelsakademie fort. Danach war sie zunächst als Bilanzbuchhalterin und Sekretärin tätig. Im April 1925 heiratete sie einen deutschen Staatsangehörigen und erwarb dadurch die reichsdeutsche Staatsbürgerschaft. 1926 folgte sie ihrem Mann nach Dresden, wo er eine Anstellung als Schulzahnarzt am Gesundheitsamt gefunden hatte. Nach eigenen Angaben war sie von da an zunächst freiberuflich journalistisch tätig und widmete sich der Erziehung von zwei Kindern. In der Zeit des Nationalsozialismus fand sie Anschluss an den Goerdeler-Kreis, wurde 1943 vorübergehend inhaftiert und zur Zwangsarbeit verpflichtet.

## Politische Tätigkeit
Nach dem Krieg trat sie 1945 der LDPD bei und wurde Neulehrerin. Aufgrund ihres Redetalents wurde sie als zweite Spitzenkandidatin bei der Sächsischen Landtagswahl 1946 aufgestellt und nach ihrer Wahl von der LDPD-Fraktion als parlamentarische Geschäftsführerin bestimmt. Im Oktober 1947 wurde sie auf dem Landesparteitag in den Vorstand der Partei gewählt, im selben Jahr außerdem zur stellvertretenden Fraktionsvorsitzenden im Landtag. Von 1948 bis 1949 gehörte sie als Mitglied dem Deutschen Volksrat in der Sowjetischen Besatzungszone an. Am 10. Oktober 1949 wurde sie vom sächsischen Landtag als Abgeordnete der Länderkammer der DDR gewählt.
Nach Gründung der DDR sah sich Dierlamm aufgrund ihrer kritischen Haltung zunehmend Repressionen ausgesetzt. Zuletzt entzündete sich im Februar 1950 eine Pressekampagne gegen sie, nachdem sie in einem Diskussionsbeitrag den Bundespräsidenten der Bundesrepublik Deutschland Theodor Heuss u. a. als „anständige[n] Mensch[en]“ bezeichnet hatte. Im April 1950 erklärte sie schriftlich ihren Austritt aus der LDPD und trat von allen politischen Ämtern zurück. Sie kam damit einem entsprechenden Beschluss des Führungsausschusses im LDPD-Zentralvorstand zuvor. Noch im selben Monat flüchtete Dierlamm mit ihrer Familie in die Bundesrepublik.
Dierlamm betätigte sich nach ihrer Flucht nicht mehr politisch. Sie starb im Alter von 85 Jahren.